# 巴巴倫儀式
巴巴倫儀式（英語：Babalon Working）是一系列魔法儀式，於1946年1月至3月期間由作家、開創性火箭燃料科學家、神秘學家傑克·帕森斯，以及山達基（科學教）創始人L·羅恩·賀伯特進行。這個儀式本質上目的是顯現一名原型女神叫巴巴倫的個體化身。該計劃是基於阿萊斯特·克勞利的想法，以及他在1917年小說《月童》中描述的一個類似計劃。

## 儀式
當帕森斯宣布這一系列儀式中的第一次儀式完成並取得成功時，他立即與瑪喬麗·卡麥隆在家中見面，並將她視為他和賀伯特透過該儀式呼喚出來的元素精靈。不久，帕森斯開始了這個儀式系列的下一個階段，嘗試透過性愛魔法來懷胎。雖然沒有懷胎，但並沒有影響儀式的結果。卡麥隆被帕森斯視為腥紅女士（Scarlet Woman），也就是由儀式召喚出來的巴巴倫，他們很快便結婚了。
這個儀式的施行很大程度上引用了英國作家和神秘學家阿萊斯特·克勞利所描述的儀式和性愛魔法。在巴巴倫儀式的過程中，克勞利與帕森斯一直保持著聯繫，並且警告他正在進行的魔法對他產生潛在的過度反應，同時也嘲笑帕森斯的所作所為。

## 巴巴倫之書，Liber 49
傑克·帕森斯撰寫了一本簡報文本名叫《巴巴倫之書》（The Book of Babalon）或者叫《Liber 49》，該文本關於在巴巴倫儀式期間他收到來自女神巴巴倫的傳話。

## 外部連結
- Staley, Michael (1989). The Babalon Working （页面存档备份，存于） in Starfire (Vol. 1, No. 3). London: BCM Starfire.
- The Book of Babalon （页面存档备份，存于） from Sacred-Texts.com
- The Book of Babalon （页面存档备份，存于） from Hermetic.com
- Kaos Magazine 14 （页面存档备份，存于）, dedicated to Babalon Working.